# ホルガウ
ホルガウ (ドイツ語: Horgau) は、ドイツ連邦共和国バイエルン州シュヴァーベン行政管区のアウクスブルク郡に属す町村（以下、本項では便宜上「町」と記述する）である。

## 地理

### 位置
ホルガウは、アウクスブルクの西約 17 km のアウクスブルク＝ヴェストリヘ・ヴェルダー自然公園内に位置している。ロート川が町内を流れている。この川はその後ロートゼー（湖）を経てツースマールスハウゼンを過ぎたところでツーザム川に注ぐ。

### 自治体の構成
この町は、3つのゲマルクング（行政/統計上の管区）、8つのゲマインデタイル（地理上の地区）からなる。
- ゲマルクング・ホルガウ。ビーゼルバッハ、ヘルプフェンリート、シェフシュトス、ツィーゲルハウザーホーフ地区を含む。
- ゲマルクング・アウアーバッハ。リントグラーベン地区を含む。
- ゲマルクング・ホルガウアーグロイト。

## 歴史

### 自治体の成立まで
町域内から、約5000年前の剥片石器の小型刃物、石製のナイフ、鏃などの道具が発見されており、他にも約3000年前の青銅製の道具も見つかっている。ケルト時代の墳墓も存在する。
マジャル人のヨーロッパ侵攻における決戦として名高いレヒフェルトの戦いの前夜にあたる955年8月9日から10日にかけての夜、オットー1世王はこの地に宿営した後、アウクスブルクに向かって進軍した。
ホルガウの辺りには8世紀から集落が存在していた事を示唆する伝承もいくつかある。ホルガウの所領に関する最初の文献記録は1126年のものである。
1462年1月26日、アウクスブルクの兵士たちがホルガウとホルガウアーグロイトの集落を破壊した。ホルガウアーグロイトは当時、アウクスブルク市民であるハンス・ネルトリンガーに従属していた。彼はアウクスブルク市民でありながら、当時アウクスブルクと敵対していたバイエルン公ルートヴィヒ支持者であった。このため、この2つの村は戦闘的なアウクスブルク兵の犠牲となった。
三十年戦争時代の1632年夏、カトリックの司祭マルティン・マクシラがスウェーデン軍の襲撃を受けて殺害された。
1648年5月17日にホルガウは悲劇により有名になった。この日、三十年戦争最後の撤退戦が、最初はヘルプフェンリートで、その後ホルガウの東を通る街道で起こった。皇帝軍とともにスウェーデン軍やフランス軍から逃亡したホルツアペル伯ペーター・メランダー将軍は、ツースマールスハウゼンからアウクスブルク方面に逃れることができた。しかし12時頃にホルガウで致命傷を負った。彼はアウクスブルクに運ばれた。2000人の皇帝軍兵士が亡くなった。ホルガウの教会の主祭壇には、この時代に描かれた燃えさかる建物が描かれている。おそらく平和を祈って描かれたと考えられる。
17世紀末から18世紀初めにホルガウの町域では多くのバロック教会や礼拝堂が建設された。最後の教会は1735年10月11日に献堂された。
1771年から1772年にホルガウで肺ペストの一種である恐ろしい疫病が流行し、多くの犠牲者が出た。自治体としてのホルガウは1818年の自治体令によって成立した。

### 20世紀
1903年12月5日に鉄道アウクスブルク - ヴェルデン線の途中駅がホルガウに開業した。この路線は1986年まで旅客および貨物交通を行っていた。現在その軌道跡は自転車道となっている。
1862年から1929年までホルガウはベツィルクスアムト・ツースマールスハウゼンに、1929年からはベツィルクスアムト・アウクスブルクに属した。ベツィルクスアムト・アウクスブルクは1939年にラントクライス・アウクスブルク（アウクスブルク郡）に改組された。
第二次世界大戦の末期、アウクルブルク周辺地域の他の村と同じようにホルガウにもダッハウ強制収容所の分収容所が設けられた。収容者たちは鉄道やメッサーシュミットの工場での労働を強いられた。

### 町村合併
ホルガウは、1971年1月1日にホルガウアーグロイト、1972年7月1日にアウアーバッハと合併して拡大した。地域再編に伴って、この町は1978年5月1日に廃止され、ツースマールスハウゼンに併合された。
長年にわたる住民たちの反対運動により、1983年10月27日のバイエルン州憲法裁判所の判決に基づき、ホルガウは再び独立した自治体となった。新たに選出された町議会は、1984年5月1日に活動を開始した。

## 住民

### 人口推移
1988年から2018年までの間にこの町の人口は2,034人から2,834人へ、800人 39.3 % 増加した。

## 行政

### 議会
ホルガウの町議会は、14議席からなる。

### 首長
トーマス・ハフナーが2002年からこの町の町長を務めている。彼は2020年3月15日の町長選挙で 85.56 % の支持票を獲得して、6年の任期を獲得した。彼の前任者はフランツ・フィッシャー、その前はヴァルター・ミヒャーレ（いずれも Bürgerverein Rothtal）であった。

### 紋章
図柄: 左右二分割。向かって左は銀地で、緑の土地に黒い花穂をつけた緑のヨシ。向かって右は青地で、それぞれ頂点に銀のバラをつけた2つの銀の三角図形。
紋章の由来: この紋章は、一部は地名に、一部は町の歴史に由来している。町名のホルガウ (Horgau) は古高ドイツ語の horo、Horaw に由来しており、沼沢地や湿地を意味している。その象徴として町の紋章にヨシが採用された。15世紀初めからアウクスブルク貴族の分家がホルガウとこの町に属すビーゼルバッハの領主権を有しており、この所領にちなんで「フォン・ホーラウ・ウント・ラーダウ」と称していた。ホルガウの教区教会の墓石や、芸術史上価値の高いビーゼルバッハの彫刻祭壇に描かれた絵画には、青地にバラをつけた2つの銀の三角図形の家紋がデザインされている。この町の紋章の銀の三角図形は、この古い地元貴族への長年にわたる緊密な関係を示している。
この紋章は1952年から用いられている。

### 姉妹自治体
- ブンデンタール（ドイツ語版、英語版）（ドイツ、ラインラント＝プファルツ州）1990年

両者は、それぞれの州の地域再編によって同じような経験をした。町の独立を回復するための抵抗運動の中で、両町の住民やクラブの間で多くの交流が生まれた。新興住宅地「ネルトリヒ・デア・バーンホーフシュトラーセ」を通る2本の通りのうち1本には「ブンデンターラー・ヴェーク」という名前がつけられている。

## 文化と見所

### 建造文化財と埋蔵文化財

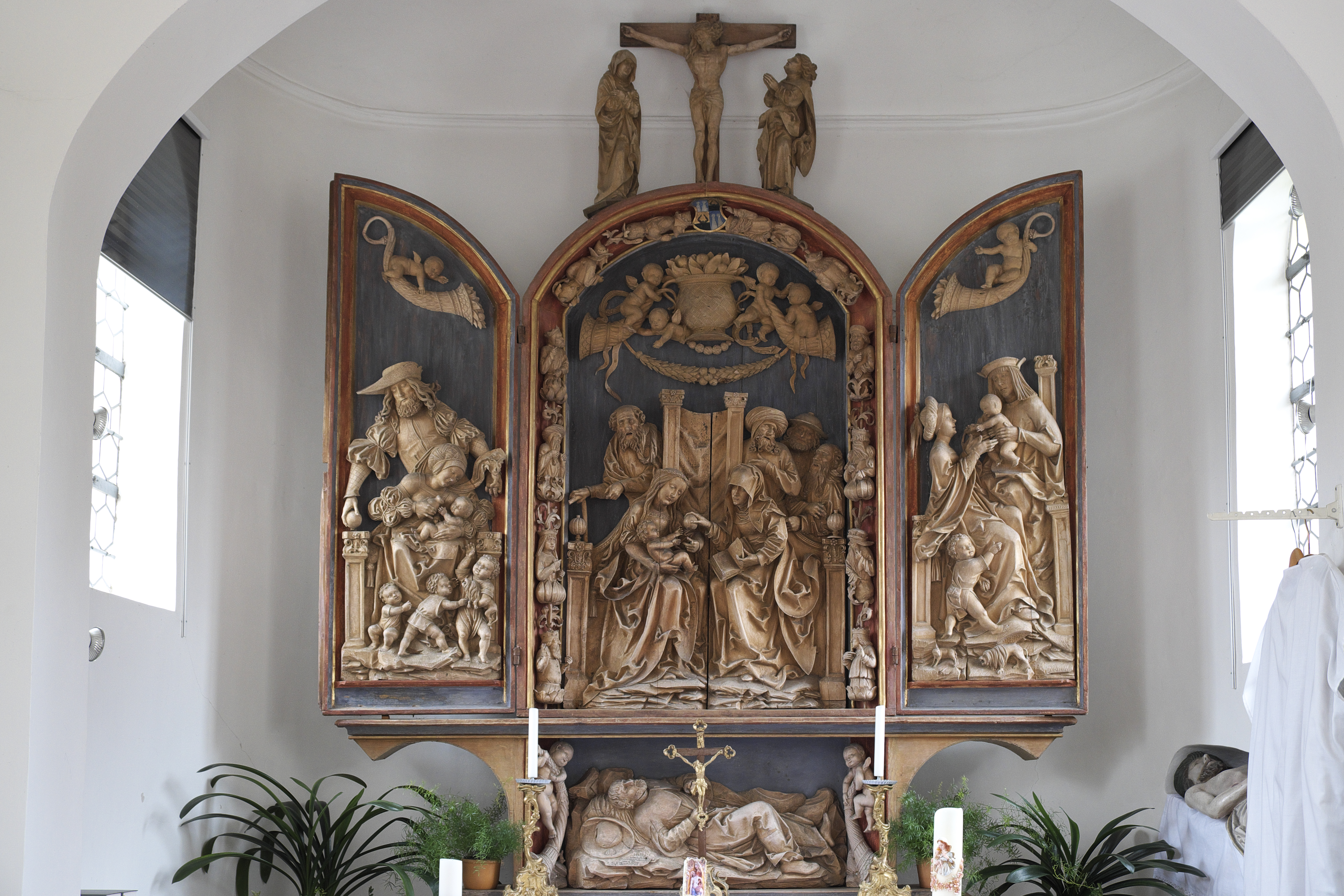
ビーゼルバッハの祭壇

- カトリックの聖マルティン教区教会: 内陣は15世紀後半に建設された。塔（ドイツ語版、英語版）は1620年頃、長堂は1675/80年頃の建築である。長堂は1715/20年に拡張された。聖母のブロンズ像は1850年頃に製作された。
- ビーゼルバッハの祭壇: この祭壇は1747年頃に建設されたフランツ＝クサヴァー礼拝堂に設置されている。1510年にウルムの彫刻家ダニエル・マウフによって製作された。中央に、聖家族、すなわち聖母マリア、聖アンナ、聖ヨーゼフの像があり、その背後に聖アンナの夫、ヨアヒム、クレオファス、ザロマスの像がある。祭壇下部の像は、1756年にダーフィト・ファーター・イェッセが製作した聖フランツ・クサヴァー像に置き換えられた。祭壇はこの頃にホルガウのレーリンゲン城礼拝堂からビーゼルバッハに移されたと考えられている。
- ハルシュタット時代の墳墓地: ホルガウアー盆地には多くの（70基以上）墳墓群がある。これはハルシュタット時代（紀元前750年 - 450年）の墓地であるとされている。これらの墳墓は古い風習についての物言わぬ証人である。死者は副葬品とともに木棺に収められ、墳丘になるほどの土で覆われた。ホルガウ駅近くの保護されている森には墳丘が良い状態で保存されている。

## 経済と社会資本

### 公共施設
ホルガウは2009年から市民交流館の中にボランティアが運営する図書館を有している。ここではその他の文化イベントも組織されている。

### 教育
本市には、一部2クラスの基礎課程学校 1校、保育施設付きの幼稚園 1園、日中の託児所 1施設がある。基礎課程学校は、レヒヴェルケ AG のパートナースクールである。アウクスブルガー・ラント市民大学 e.V. は成人向けコースを提供している。ツースマールスハウゼン＝ホルガウ歌唱・音楽学校が音楽教育を提供している。

### 交通
ホルガウは、州道2510号線（旧連邦道10号線）沿いに位置している。近くにアウトバーン 8号線が通っており、ツースマールスハウゼン・インターチェンジとアーデルスリート・インターチェンジとの中間にあたる。
旧ホルガウ駅は廃線となった鉄道ノイゼス - ヴェルデン線の駅であり、ホルガウ強制収容所分所への移送などに利用された。

## 関連図書
- Anton Hildensperger et al (1998). Horgau, Auerbach, Bahnhof, Bieselbach, Herpfenried, Lindgraben, Schäfstoß wie es früher war. Horgau
- Hans G. Siegel (1984). Horgau – treu zur Heimat. Sechs Jahre Bürgerprotest gegen Reformfehler. Bürgerverein Rothtal